# Laura Marling

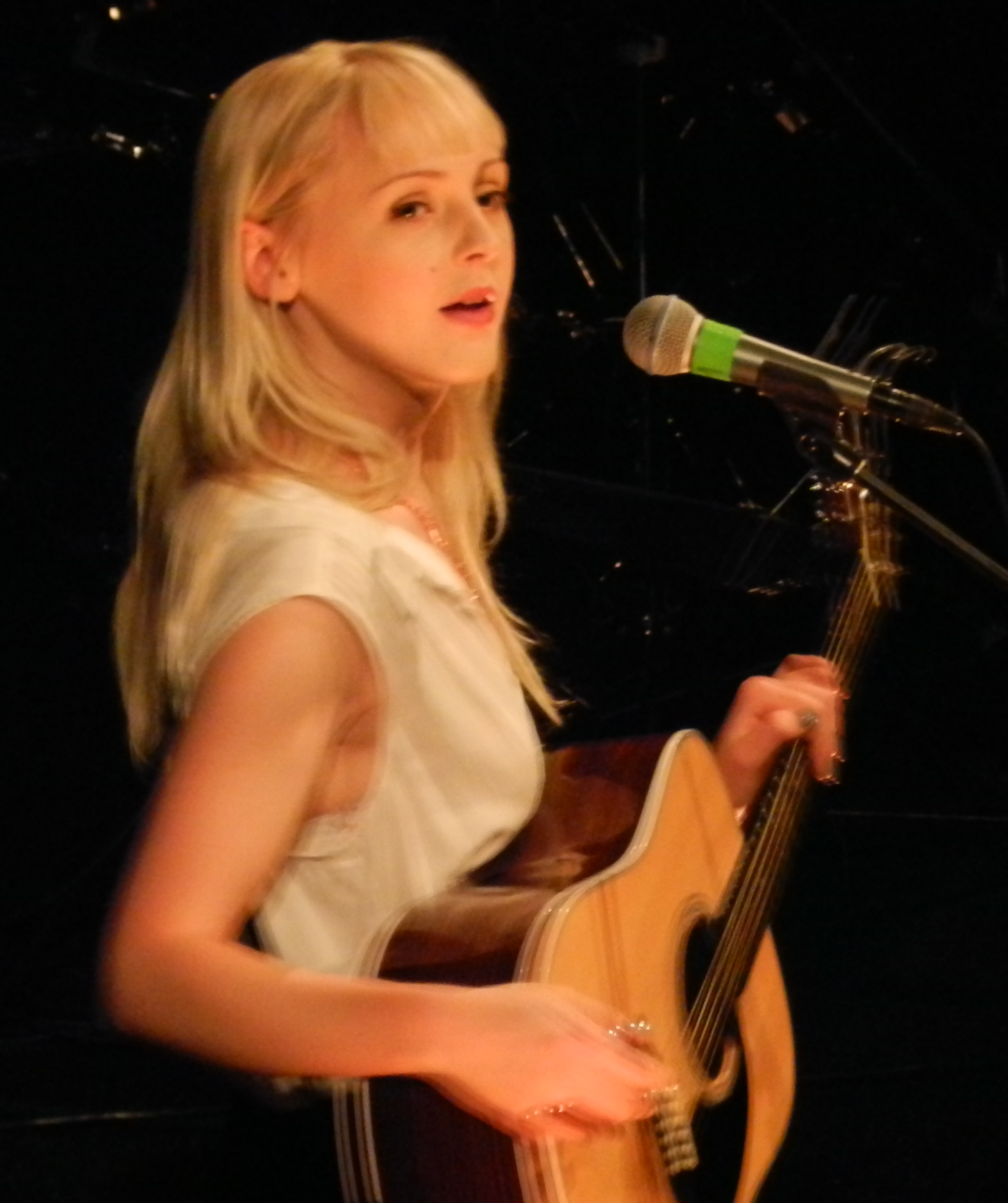
Laura Marling im Sydney Opera House (2012)

Laura Beatrice Marling (* 1. Februar 1990 in Eversley, Hampshire, England) ist eine britische Folk-Pop-Sängerin.

## Werdegang
Marling ging auf Tournee, u. a. mit Adam Green und Jamie T, der sie persönlich einlud, ihn auf seiner Tour 2007 zu begleiten, nachdem er ihren zweiten Auftritt überhaupt gesehen hatte. Im Februar 2008 veröffentlichte sie ihr Debütalbum Alas, I Cannot Swim und gelangte damit in die UK-Album-Charts.
Vor ihrer Solokarriere war Marling Mitglied der Folkrock-Band Noah and the Whale, die sie 2006 mitgründete. Sie war bis Winter 2010 mit Marcus Mumford, dem Sänger von Mumford & Sons, liiert.
Laura Marling erhielt 2011 einen BRIT Award als „beste britische Solokünstlerin“. Im Februar des gleichen Jahres bekam sie vom New Musical Express einen NME Award als Best Solo Artist.
Im preisgekrönten ungarischen Film Körper und Seele (2017) spielt Marlings Song What He Wrote aus ihrem 2010 veröffentlichten Album I Speak Because I Can eine zentrale Rolle.
Auf dem 2019 veröffentlichten Soundtrack zur BBC-Serie Peaky Blinders ist Laura Marling mit zwei Songs vertreten (What He Wrote und A Hard Rain's A-Gonna Fall).

## Diskografie

### Alben
| Jahr | Titel                   | Höchstplatzierung, Gesamtwochen, AuszeichnungChartplatzierungen (Jahr, Titel, Platzierungen, Wochen, Auszeichnungen, Anmerkungen) | Höchstplatzierung, Gesamtwochen, AuszeichnungChartplatzierungen (Jahr, Titel, Platzierungen, Wochen, Auszeichnungen, Anmerkungen) | Höchstplatzierung, Gesamtwochen, AuszeichnungChartplatzierungen (Jahr, Titel, Platzierungen, Wochen, Auszeichnungen, Anmerkungen) | Höchstplatzierung, Gesamtwochen, AuszeichnungChartplatzierungen (Jahr, Titel, Platzierungen, Wochen, Auszeichnungen, Anmerkungen) | Höchstplatzierung, Gesamtwochen, AuszeichnungChartplatzierungen (Jahr, Titel, Platzierungen, Wochen, Auszeichnungen, Anmerkungen) | Anmerkungen                            |
| Jahr | Titel                   | DE | AT | CH | UK | US | Anmerkungen                            |
| ---- | ----------------------- | --- | --- | --- | --- | --- | -------------------------------------- |
| 2008 | Alas, I Cannot Swim     | — | — | — | UK45 Gold · (4 Wo.)UK | — |                                        |
| 2010 | I Speak Because I Can   | — | — | — | UK4 Gold · (30 Wo.)UK | — |                                        |
| 2011 | A Creature I Don’t Know | — | — | CH92 (1 Wo.)CH | UK4 Gold · (10 Wo.)UK | US99 (1 Wo.)US |                                        |
| 2013 | Once I Was an Eagle     | — | — | — | UK3 Silber · (6 Wo.)UK | US49 (2 Wo.)US |                                        |
| 2015 | Short Movie             | DE78 (1 Wo.)DE | — | — | UK7 (7 Wo.)UK | US148 (1 Wo.)US |                                        |
| 2017 | Semper Femina           | DE42 (1 Wo.)DE | AT53 (1 Wo.)AT | CH46 (1 Wo.)CH | UK5 (4 Wo.)UK | — |                                        |
| 2020 | Song for Our Daughter   | DE80 (1 Wo.)DE | — | CH78 (1 Wo.)CH | UK6 (2 Wo.)UK | — |                                        |
| 2024 | Patterns in Repeat      | — | — | — | UK13 (1 Wo.)UK | — | Erstveröffentlichung: 25. Oktober 2024 |

### EPs
| Jahr | Titel                                            | Höchstplatzierung, Gesamtwochen, AuszeichnungChartsChartplatzierungen (Jahr, Titel, Platzierungen, Wochen, Auszeichnungen, Anmerkungen) | Anmerkungen |
| Jahr | Titel                                            | US | Anmerkungen |
| ---- | ------------------------------------------------ | --- | ----------- |
| 2010 | Mumford & Sons, Laura Marling & Dharohar Project | US127 (1 Wo.)US |             |

Weitere EPs
- 2007: London Town
- 2007: My Manic and I
- 2008: iTunes Live: London Sessions
- 2008: Cross Your Fingers
- 2010: iTunes Festival: London 2010

### Singles
| Jahr | Titel Album                         | Höchstplatzierung, Gesamtwochen, AuszeichnungChartsChartplatzierungen (Jahr, Titel, Album, Platzierungen, Wochen, Auszeichnungen, Anmerkungen) | Anmerkungen |
| Jahr | Titel Album                         | UK | Anmerkungen |
| ---- | ----------------------------------- | --- | ----------- |
| 2010 | Devil’s Spoke I Speak Because I Can | UK97 (1 Wo.)UK |             |

Weitere Singles
- 2007: My Manic and I
- 2007: New Romantic
- 2007: Ghosts
- 2008: Cross Your Fingers / Crawled Out of the Sea
- 2008: Night Terror
- 2008: Young Love (mit Mystery Jets)
- 2009: Goodbye England (Covered in Snow)
- 2010: Rambling Man
- 2010: Blues Run the Game
- 2011: Sophia
- 2013: The Beast
- 2013: Master Hunter
- 2015: False Hope

## Rezeption
Über ihre Auszeichnungen als „beste britische Solokünstlerin“ hinaus gilt sie als „eine der besten Songschreiberinnen unserer Zeit“.